# Mont Lambert (gehucht)
Mont Lambert is een gehucht in de Franse gemeente Saint-Martin-Boulogne in het departement Pas-de-Calais.
Het gehucht ligt twee kilometer ten zuidoosten van het dorpscentrum van Saint-Martin-Boulogne, op de oostelijke flank van de heuvel Mont Lambert.

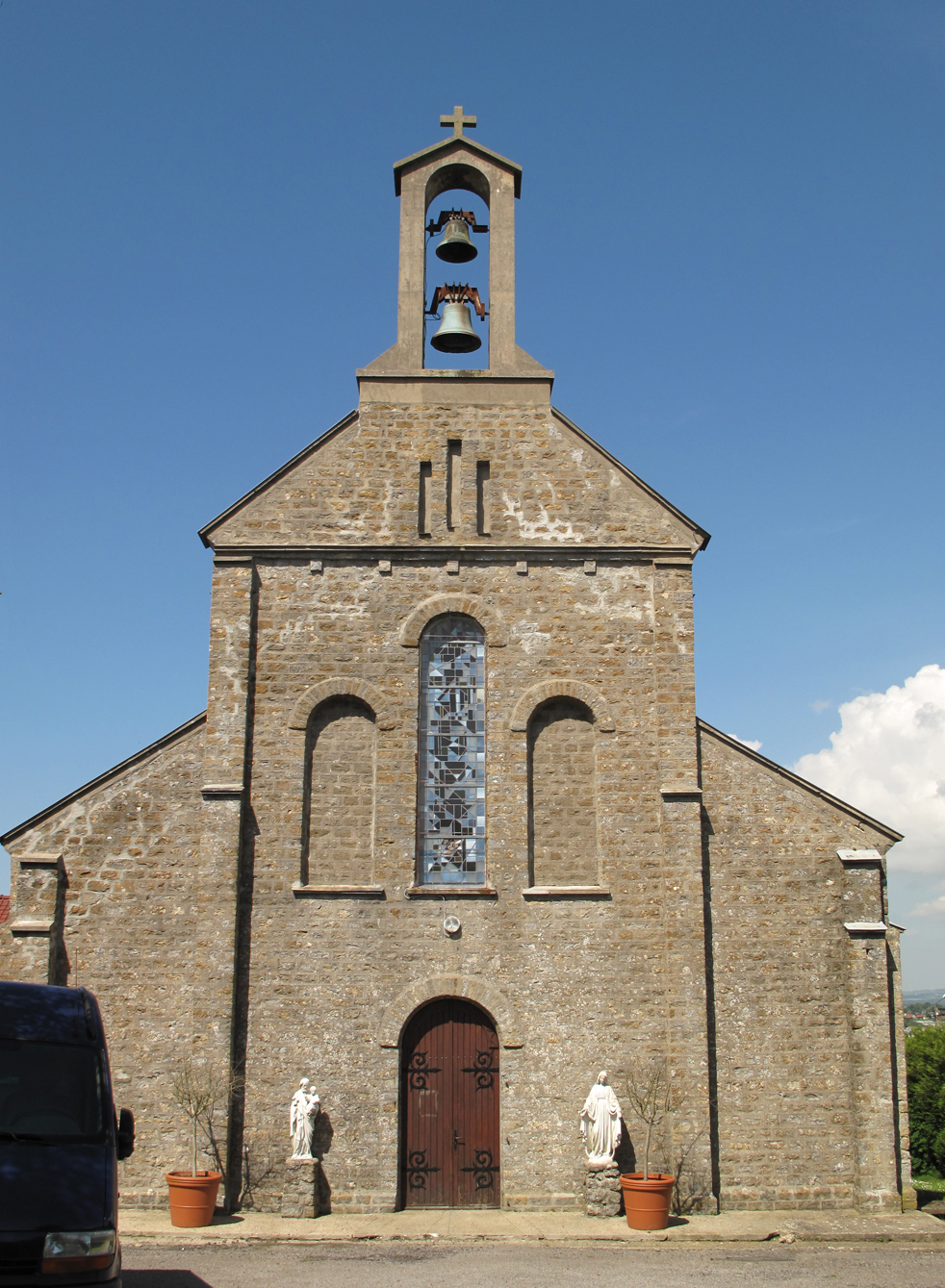
Kerk van Mont Lambert

## Geschiedenis
Oude vermeldingen van de plaats gaan terug tot 1208 als Bovemberg, eigenlijk Bonemberg, wat staat voor berg bij Boulogne-sur-Mer ("Bonen").
Op de 18de-eeuwse Cassinikaart is het gehucht aangeduid als Montlambert langs de weg van Boulognes-sur-Mer naar Desvres.
In het gehucht werd een kerk opgetrokken en ingewijd in 1873.
Bad'Huit · Bertinghen · Bréquerecque · Maquétra · Marlborough · Mont Lambert · Ostrohove · Saint-Martin-Boulogne · Warocquerie · Watine